# バレットフィリア達の闇市場 〜 100th Black Market.
『バレットフィリア達の闇市場 〜 100th Black Market.』（バレットフィリアたちのやみいちば　わんはんどれす　ぶらっく　まーけっと）とは、同人サークルである上海アリス幻樂団制作の弾幕系シューティングゲームであり、東方Projectの第18.5弾にあたる作品であり、虹龍洞の後日譚となっている。
本作は、2022年8月13日～14日に開催された同人イベント「コミックマーケット100」の14日において完成版が販売された。発売とほぼ同時にSteamでの販売も行なわれた。
本項で使用されている東方Project関連の略称については、東方Project#凡例を参照すること。

## あらすじ
虹龍洞の異変を解決した後も未だアビリティカードは流通している。弾幕から絞り出す通貨「弾貨」を使う闇市場でまだアビリティカードの取引が行われているのを知った霧雨魔理沙が動き出す。

## 登場人物

### 自機
霧雨魔理沙
魔法使いの少女。

### その他の登場人物
- 1st Market(秘天崖) - 豪徳寺ミケ(チュートリアル)、秋穣子、エタニティラルバ、坂田ネムノ
- 2nd Market(霧の湖) - チルノ、わかさぎ姫、牛崎潤美、赤蛮奇
- 3rd Market(賽の河原) - 戎瓔花、庭渡久侘歌、矢田寺成美、小野塚小町
- 4th Market(守矢神社 (闇縁日)) - 東風谷早苗、十六夜咲夜、魂魄妖夢、博麗霊夢、河城にとり
- 5th Market(妖怪の山) - 菅牧典、飯綱丸龍、クラウンピース、比那名居天子
- 6th Market(虹龍洞) - 伊吹萃香、二ッ岩マミゾウ、驪駒早鬼、姫虫百々世、山城たかね
- End of Market(月虹市場) - 天弓千亦
- Challenge of Market(月虹闇市場) - 今作登場キャラ全員

## ステージ
- 1st Market - 秘天崖

- 2nd Market - 霧の湖

- 3rd Market - 賽の河原

- 4th Market - 守矢神社(闇縁日)

- 5th Market - 妖怪の山

- 6th Market - 虹龍洞

- End of Market - 月虹市場

- Challenge of Market - 月虹闇市場

## 曲目リスト
- コレクターの憂鬱な午後
- ワクワクする見慣れた幻想郷
- 妖怪フックオン
- 闇市場は場所を選ばない
- 弾幕を持て、バレットフィリア達よ
- 100回目のブラックマーケット
- ルナティックドリーマー
- ルナレインボー
- あの賑やかな市場は今どこに　～ Immemorial Marketeers
- 虹色の世界